# Волошин Ігор Анатолійович
І́гор Анато́лійович Воло́шин (нар.17 листопада 1985, Рівне — пом.21 липня 2014, Кам'янка, Донецька область) — український військовик, старший сержант Збройних сил України.учасник російсько-української війни.

## Життєпис
Ігор Волошин народився в обласному центрі Рівне, був єдиною дитиною в сім'ї. Навчався у рівненській школі «Центр Надії». Ще у шкільні роки побував у Німеччині, Болгарії, Франції, жив у французькій сім'ї за програмою обміну. Закінчив Рівненський кооперативний економіко-правовий коледж за спеціальністю «банківська справа» з відзнакою. Працював в Укрексімбанку та навчався на економічному факультеті Національного університету водного господарства та природокористування. Під час Майдану 2004 року разом з іншими студентами на кілька днів їздив у Київ, де брав участь в акціях протесту. 2005 року був призваний на строкову службу, яку проходив в Рівному у військовій частині СБУ. В подальшому повернувся до роботи у банку на посаді менеджера-економіста.
З початком російської збройної агресії Ігор одразу пішов у військкомат, але його призов двічі відкладали. Він звернувся до батальйону тероборони, що формувався у Дніпропетровську, і 16 травня 2014 у добровільному порядку був мобілізований Красногвардійсько-Кіровським ОРВК м. Дніпропетровськ.
Кулеметник 39-го батальйону територіальної оборони «Дніпро-2».
21 липня 2014 року о 19:40 неподалік селища Кам'янка на блокпост українських сил АТО заїхав мікроавтобус, начинений вибухівкою, та підірвався. Загинуло п'ять військовиків: старші сержанти Ігор Волошин і Костянтин Буша, старші солдати Олександр Загородній і Юрій Кривсун, солдат Олександр Калаянов.
Ігор Волошин похований 26 липня 2014-го у Рівному на кладовищі «Нове» поряд із героями Небесної сотні. Вдома залишились батько Анатолій Андрійович, мати Наталія Олексіївна та наречена.

## Нагороди
14 листопада 2014 року за особисту мужність і героїзм, виявлені у захисті державного суверенітету та територіальної цілісності України, вірність військовій присязі під час російсько-української війни, відзначений — нагороджений орденом «За мужність» III ступеня (посмертно).

## Вшанування пам'яті
- На будівлі спеціалізованої школи І-ІІІ ступенів «Центр надії», відкрили меморіальну дошку на честь Ігора Волошина. Ініціатором встановлення меморіальної дошки та збору коштів була організація «Спілка офіцерів»[2].
- Один із провулків в центрі міста Рівне носить ім'я Ігоря Волошина[3].
- Почесний громадянин міста Рівне (посмертно; рішення Рівненської міської ради № 5756 від 17 вересня 2015 року).